# El Leal
El Leal är en ort i Mexiko.   Den ligger i kommunen Salinas Victoria och delstaten Nuevo León, i den centrala delen av landet, 700 km norr om huvudstaden Mexico City. El Leal ligger 466 meter över havet och antalet invånare är 206.
Terrängen runt El Leal är platt. Runt El Leal är det mycket tätbefolkat, med 1 956 invånare per kvadratkilometer. Närmaste större samhälle är San Nicolás de los Garza, 15,9 km söder om El Leal. Trakten runt El Leal består i huvudsak av gräsmarker.